# Komáromi kisleány
A Komáromi kisleány kezdetű magyar népdalt Bartók Béla gyűjtötte 1912-ben a Bereg vármegyei Dercenben.
Kétszólamú kánonban is énekelhető.
A dal a Rádió Budapest III. szünetjele.
Feldolgozások:
| Szerző         | Mire                 | Mű                                                                       | Előadás |
| -------------- | -------------------- | ------------------------------------------------------------------------ | ------- |
| Bartók Béla    | zongora              | Tizenöt magyar parasztdal, 9. dal a Régi táncdalok Erre kakas, erre tyúk | [ 2 ]   |
| Bárdos Lajos   | kétszólamú vegyeskar | Komáromi kisleány                                                        | [ 4 ]   |
| Kerényi György | két szólamú kórus    | Elhajtanám a libát                                                       |         |
| Petres Csaba   | két furulya          | Tarka madár, 30. kotta                                                   |         |
| Ludvig József  | ének, gitárakkordok  | A csitári hegyek alatt, 8. oldal                                         |         |
| Bihary Béla    | ének, zongora        | A csitári hegyek alatt, 8. oldal                                         |         |
| Ludvig József  | ének, gitárakkordok  | Kis kacsa fürdik…, 30. oldal                                             |         |

## Kotta és dallam
| Komáromi kisleány, vigyél által a Dunán, a Dunán, a Dunán, vigyél által a Dunán. | Ha átviszel a Dunán, megcsókollak a partján, a partján, a partján, megcsókollak a partján! | Télen nagyon hideg van, nyáron nagyon meleg van, soha nincs jó idő, mindig esik az eső. |

Másik szöveggel:
Erre kakas, erre tyúk, erre van a gyalogút,

Taréja, haréja, ugorj be a fazékba!
Harmadik szöveggel:
| Molnárlegény Csizmadia Szabólegény Korcsomáros Diáklegény | voltam én, annak se jó voltam én, elővettem | a kupát, mind elmértem a búzát. az árat, meglyuggattam a szárat. az ollót, elnyirbáltam a posztót. a korsót, mind megittam a jó bort. a tentát, belévertem a pennát. |

## Felvételek
- Tanuljunk játszva!: Komáromi kisleány. egyszervolt (Hozzáférés: 2016. március 4.) (audió) arch
- Komáromi kisleány. mese.tv (Hozzáférés: 2016. március 4.) (videó) arch
- Komáromi kisleány. Rónasági citerazenekar  YouTube (2009. január 20.)  (Hozzáférés: 2016. március 4.) (videó)
- Zongoraiskola 1 / 27. gyakorlat: Erre kakas, erre tyúk... / Komáromi kisleány... Juhász Balázs  YouTube (2014. augusztus 1.)  (Hozzáférés: 2016. március 4.) (zongora, videó)